# Немачки бојни брод Бизмарк
Немачки бојни брод Бизмарк један је од најпознатијих ратних бродова Другог светског рата, и најбољи је у својој класи. Добио је име по немачком канцелару из XIX века, Оту фон Бизмарку, а постао је познат након Битке у Данском мореузу (мај, 1941), када је, пошто је потопио заставни брод и понос Британске Краљевске морнарице, бојни крсташ ХМС Худ 1941, Черчил наредио „Потопите Бизмарк!“. Након лова који је трајао три дана, Бизмарк је потопила Британска краљевска ратна морнарица.

## Историја
Пројектовање и изградња овог брода почели су током тридесетих година 20. века, као наставак дотадашњег развоја крстарица класе Дојчланд и бојних крсташа класе Гнајзенау. Међутим, кад су Французи направили други бојни брод класе Денкерк пројектантима Бизмарка је било јасно да морају да изврше одређене измене у пројекту због чега је првобитни депласман брода од 35.000 тона повећан на 42.600 тона. Званична тонажа овог брода и даље је била 35.000 тона, како се не би прекршио Англо-немачки споразум из 1935. године којим је Немачкој било дозвољено да има максимално пет бојних бродова од 35.000 тона (што је била максимална тонажа дозвољена Вашингтонским поморским споразумом из 1922. године.
Прототип предложеног бојног брода замишљеног у складу са борбеним планом З требало је да делује у правцу ометања и уништавања поморске трговине због чега је имао исто толико велике резервоаре горива као и бродови који су прављени за операције у Пацифику. Без обзира на првобитну намену, Бизмарк је био способан да се равноправно супротстави било ком бојном броду који се у то време налазио у наоружању ратних морнарица широм света.
Бизмаркова кобилица је 1. јула 1936. године положена у бродоградилишту Блом и Фос у Хамбургу. Поринут је 14. фебруара 1939. године док је у оперативну употребу уведен августа 1940. године, под командом поморског капетана Ернста Линдемана.
То је био последњи капитални брод поринут у хамбуршком бродоградилишту. Кобилица за први бојни брод класе „Х“ је положена 15. јула 1939. године али је изградња заустављена за мање од три месеца градње, да би коначно отказана августа 1941. године. Након тога, у складу са немачком политиком вођења подморничарског рата, сви радни ефективи бродоградилишта су били усмерени на изградњу подморница.
Након поринућа, Бизмарк је привезан у делу луке где је вршено опремање брода, где су већ чекали котлови, топовске куполе и остали делови надграђа. Ту је извршена и једна мања измена у изгледу трупа. Наиме, раван прамац је замењен „атлантским“ који је имао боља маритимна својства.
Рат је започео у септембру 1939. године, али упркос њему и оштрој зими, радови су се одвијали према плану и распореду. Први чланови будуће посаде пристижу у Хамбург априла 1940. године. У то време долази и командант брода. Бизмарк је још увек био у фази опремања те су чланови посаде започели прву фазу обуке, упознавање са ратном техником и средствима на броду. 23. јуна Бизмарк улази на суви док како би му уградили пропелере и систем за смањење бродског магнетизма. Такође је префарбан подводни део брода. Из дока излази 14. јула и враћа се на стари гат. У наредним данима обављају се још неки тестови… Посада, састављена од 103 официра и 1962 подофицира и морнара још увек није била комплетна, те су нови чланови још увек пристизали.
Брод је коначно био спреман „за борбу и пловидбу“ и улазак у оперативну употребу, што је и озваничено 24. августа 1940. године.

## Борбена историја

### Продор у Атлантик
Бизмарк је у недељу, 18. маја 1941. године испловио у пратњи тешке крстарице Принц Еуген, на своју прву и последњу мисију под тајним називом Вежба Рајна. Преостали тешки ратни бродови Немачке ратне морнарице који је требало да учествују у овој мисији нису испловили због механичких проблема и борбених оштећења. Упркос почетним тешкоћама операција је ипак настављена под командом немачког адмирала Гинтера Литјенса.
Немачка флота је имала неколико циљева — уништење што већег броја трговачких бродова како би се Британија принудила да суспендује конвоје, макар и привремено, интензивирање иначе слабог присуства немачких подморничких снага у Атлантику, скретање пажње британских поморских снага са Медитерана како би се олакшао немачки напад на Крит и пребацивање Ромела и његових јединица у Либију.
Сумње Британског адмиралитета о могућем пробоју немачког бојног брода Бизмарк у Атлантик потврђене су преко обавештајних података које су прикупиле контраобавештајна служба Ултра (која је дешифровала Енигма код), шведска крстарица Готланд и норвешки покрет отпора. Три дана касније, британски извиђачки авион, Супермарин Спитфајер, фотографисао је Бизмарка укотвљеног у једном од норвешких фјордова. Британски бомбардери, који су полетели са задатком да бомбардују Бизмарка, могли су само да известе да је немачки бојни брод напустио фјорд у којем је био укотвљен.
Немачка флота наставила је неометано напредовање на северозапад у правцу Данског теснаца, поморског пролаза између Исланда и Гренланда, који је представљао капију северног Атлантика. Док се налазила у северним водама, немачка поморска борбена група остала је незапажена од британског извиђачког ваздухопловства које ју је тражило знатно јужније. Са намером да нападне британске конвоје у Атлантику, Литјенс се надао да ће уз помоћ магле и лошег времена успети да се несметано пробије кроз Дански теснац, али су се његови планови убрзо изјаловили. У сумрак 23. маја, британске тешке крстарице ХМС Норфок и ХМС Сафок, које су патролирале Данским теснацом у очекивању покушаја немачког продора у северни Атлантик, успоставиле су радарски контакт са Литјенсовом поморском групом. После краћег артиљеријског дуела, британске тешке крстарице мудро су се повукле изван домета немачких топова у ишчекивању доласка британских бојних бродова, задржавајући радарски контакт.

### Битка у Данском пролазу
У суботу, 24. маја, око 05.50 ч изјутра, британска поморска борбена група под командом контраадмирала Ланселота Холанда, састављена од бојног брода ХМС Принц од Велса и бојног крсташа ХМС Худ, напала је немачку поморску борбену групу на изласку из Данског теснаца. ХМС Принц од Велса је тек недавно био завршен и његово опремање је још увек било у току (док је пловио у сусрет Бизмарку, на њему су се још увек налазили радници бродоградилишта који су приводили посао крају). ХМС Худ, који је током Првог светског рата изграђен као брзи бојни крсташ, између два рата био је унапређен додатном оклопном заштитом да би могао да се супротстави другим бојним бродовима, али је његов палубни оклоп још увек био релативно танак. Немачки адмирал Лутјенс, који је након сусрета са британским крстарицама очекивао присуство британских бродова на излазу из теснаца, био је изненађен када је пред собом видео два најбоља ратна брода Британске краљевске ратне морнарице.
Британски ратни бродови запутили су се директно ка Бизмарку како би ушли у тзв. „сигурну зону“. Са смањењем раздаљине у односу на немачке бродове, смањивао се и угао под којим су падале немачке гранате, чиме је ХМС Худ непријатељској ватри излагао јако оклопљене бокове уместо своје слабо оклопљене палубе. На малим раздаљинама се такође смањивала и предност коју су Немци, захваљујући свом одличном систему управљања ватром, имали у борби на великим раздаљинама. Лоша страна овакве тактике била је та што су британски бродови, због кретања у правцу непријатеља, могли да отворе ватру на немачке бродове само из предњих топовских кула због чега је од укупно 18 британских тешких топова само десет могло да ефективно дејствује. Додатна отежавајућа околност била је и велика брзина којом су се британски бродови кретали као и водена измаглица која се притом стварала у ваздуху око брода, због чега је била знатно смањена прецизност британске ватре.
Фатална Холандова грешка била је то што је одлучио да са два брода маневрише као са једном јединицом. Два брода су била удаљена један од другог само 800 метара, тако да су дим из Худових димњака и водоскоци од граната које су падале око њега мутили и заклањали преглед Принцу од Велса.
Худ и Принц од Велса су први отворили ватру. Холанд је наредио да се ватра отвори на водећи немачки брод Принц Еуген, заменивши га грешком са Бизмарком. То му је била друга веома опасна грешка, јер су Немци правилно индетификовали британске бродове и отворили ватру на Худ. Међутим, капетан Принца од Велса убрзо је уочио грешку и наредио да се промени мета. Холанд је такође изменио своје првобитно наређење за дејство, али његово ново наређење није стигло до центра за управљање ватром пре прве салве.
Током прва два минута битке, адмирал Литјенс је оклевао да се упусти у борбу све док капетан Линдеман није преузео иницијативу и наредио да се отвори ватра на водећи британски брод Худ.
05.49 часова — Худ поручује да се ватра концентрише на водећи брод.
05.52 часова — раздаљина између британских бродова и Бизмарка је око 23.000 метара. Худ и Бизмарк отварају ватру, следи Принц од Велса. Худ поручује Принцу од Велса: „Померити нишанске справе удесно“ (на Бизмарк); Бизмаркова салва не погађа Худа, али пада веома близу.
05.55 часова — Бизмаркова трећа салва и једна салва са Принца Еугена погодиле су Худ скоро истовремено и изазвале експлозију муниције спремљене за употребу на Худовој палуби за чамце. Худ поручује да се окрену улево и изложе бокове Бизмарку. Четврта Бизмаркова салва пребацује Худа.
06.00 часова — раздаљина између британских бродова и Бизмарка се смањила на 12.800 метара. Худ и Принц од Велса се још увек окрећу. Бизмаркова пета салва пробија танко оклопљену палубу у средини трупа, скоро директно погађа складиште и изазива огромну експлозију која је разнела труп брода иза главног јарбола. Худ се преполовио. Делови брода засули су Принц од Велса који је, иако удаљен пола миље био принуђен да скрене у страну не би ли избегао Худа који је убрзано тонуо. Прамац се усправио и потонуо, крма убрзо за њим. Од 1.418 чланова посаде Худа, преживела су само три.
06.02 часова — Бизмарк и Принц Еуген концентришу ватру на Принца од Велса, који је веома тешко погођен у компасну платформу командног моста. Експлозија убија све на командној платформи осим капетана Лича и једног радио-телеграфисте.
06.06 – 06.12 часова — Бизмарк погађа четири пута Принца од Велса, а Принц Еуген три пута.
06.13 часова — Принц од Велса се повлачи и под заштитом димне завесе почиње да се удаљава од немачких бродова док његова задња купола за кратко отвара ватру на Бизмарка.
Због механичких кварова само је једна главна топовска кула на Принцу од Велса била способна за дејство. После битке која је трајала једва 20 минута, Бизмарк је уз помоћ свог саборца, Принца Еугена, успео да уништи одличан британски ратни брод и да натера други на повлачење. Бизмарк и Принц Еуген су затим почели са маневрима за избегавање торпеда због погрешно протумачених шумова приписаних непријатељским торпедима као и због појаве британског авиона Шорт Сандерленд. Иако је капетан Линдеман хтео да крене у потеру и докрајчи оштећени ПоВ, адмирал Литјенс је игнорисао његов предлог сматрајући да би даље задржавање у рејону битке отворило могућност за нове сукобе са Британском краљевском ратном морнарицом, чиме би основна мисија уништења непријатељских конвоја била доведена у питање.
У часу када је Худ експлодирао, све опасности уласка у тзв. опасну зону су већ биле прошле и он је почео да гађа свим топовима. Његова задња салва још је била у ваздуху када је смртно погођен. Превише брзо потања је била последица „пуцања кичме“ брода од 42.000 тона у пуној брзини. Принц Еуген је био неоштећен а Бизмарк је био погођен са три поготка која су дошла када је Худ већ био потопљен.
Погрешни обавештајни подаци навели су Немце да поверују да ПоВ још увек није спреман за акцију због чега је у извештају са Бизмарка наведено да је у борби учествовао ХМС Краљ Џорџ V, први бојни брод из те класе који је био у оперативној употреби већ неколико месеци.
Бизмарк још увек није био на сигурном. Британци су знали његову позицију; његов предњи радар је био оштећен и неупотребљив (последица кратког сукоба са британским крстарицама); током Битке за дански теснац погођен је три пута, због чега је дошло до продора воде у један од предњих резервоара са горивом. Због тога је капетан Линдеман био принуђен да смањи брзину на 20 чворова како би уштедео гориво - 1000 тона горива је постало неприступачно, а самим тим и дуготрајно крстарење више није долазило у обзир - док је погођени брод остављао велику масну мрљу иза себе. Лутјенс је на крају донео одлуку да Принц Еуген, који је био неоштећен, настави даље са својом мисијом, а да се Бизмарк упути ка сувом доку у француској луци Сент Назер ради поправки. Због тога се Бизмарк још једном за кратко окренуо ка својим прогонитељима, ПоВ и Норфоку како би омогућио Принцу Еугену, којег је испратио уз поруку „добар лов“ да се неопажено извуче и настави своју мисију у Атлантику.

## Потера
Одлучни да освете потапање Худа, Британци су укључили сваку могућу јединицу у потеру за Бизмарком. Током ране вечери 24. маја извршен је напад мале групе двокрилних торпедних авиона Сордфиш са носача авиона Викторијус. Само један торпедо је погодио циљ али је Бизмарк претрпео само лакше оштећење и наставио је са пловидбом.
Након ваздушног напада, Британци су наставили да прате Бизмарк са сигурног растојања. Око 03:00 сата 25. маја, брод користи своју предност због кривудавог кретања непријатеља и ради окрет од три четврти у смеру казаљке на сату иза Британаца како би побегао према истоку и југоистоку. Контакт је тада изгубљен на око четири сата. Свеједно, можда у страху од британски радарских могућности, изгледа да Немци нису осећали да су имали среће. Из још увек нејасних разлога, адмирал Литјенс трансмитује 30-минутну радио-поруку генералштабу, коју пресрећу Британци, чиме добивају на времену да открију где је брод кренуо. Грешка у прорачунима на британском Кинг Џорџ V довела је до нетачне процене Бизмаркове позиције и усмерила је потеру превише на север. Бизмарк тако успева да добије на времену 25. и 26. маја у свом путовању према француској и подршци из ваздуха и пратњи разарача. Али од сада, гориво постаје проблем на обе стране.
Тај 26. мај је за Британце био срећан дан. Ујутро, један авион типа PBY Каталина, који је летео преко Атлантика из своје базе у Лоу Ерну, у Северној Ирској преко маленог коридора који је омогућила ирска влада, уочио је Бизмарка и обавестио адмиралитет о његовом положају. Од тог момента надаље, позиција немачког брода била је позната Британцима, иако је за напад тешким јединицама, а ван досега немачких авиона било потребно непријатеља прилично успорити. Све наде сада су биле усредоточене на Боребену групу Х, чије су главне јединице били носач авиона Арк Ројал, бојни крсташ Риноун и крсташ Шефилд. Ова борбена група, под заповедништвом адмирала Џејмса Сомервила, упућена је на север из Гибралтара.
Након заласка сунца те вечери, и у тешким временским приликама, авиони Сордфиш с носача авиона Арк Ројала кренули су напад. Први талас је грешком напао Шефилда. Иако је на тај инцидент изгубљено много драгоценог времена, на крају се то показало позитивним јер је установљено да су магнетни детонатори на торпедима неисправни. За следећи напад на Бизмарк замењени су контактним упаљачима. У последњем нападу, око 21:00, погодак једног торпеда онеспособио је Бизмарково кормило. То га је учинило неспособним да маневрише, тј. могао је да путује једино у широком луку у смеру Краља Џорџа V и Роднија, два бојна брода који су га нападала са запада. Највећи и најмоћнији бојни брод на мору у тренутку је онеспособио један једини авион. Након узалудних покушаја да поправи кормило, Бизмаркова посада јавља морнаричком главном штабу о својој немогућој позицији. Разматрана је и могућност да се експлозивом разнесу листови кормила и да се даље кормилари различитим брзинама окретаја пропелера, али је таква идеја одмах одбачена услед великог ризика да се оштете погонски водови и сами пропелери.
Током те ноћи, Бизмарк је био циљ непрестаних напада торпеда са разарача класе Трајбал Косака, Сика, Маорија и Зулуа, заједно са пољским Пиоруном. Ниједна страна није забележила погодак али та тактика допринела је паду морала и умору немачке посаде.

### ПотапањеБизмарка
Ујутро, уторка 27. маја 1941, Родни и Краљ Џорџ V приближили су се Бизмарку, који је био лепо осветљен јутарњим сунцем у позадини. Родни се окренуо према северу како би могао да отвори ватру из свих топова по целој дужини непријатељског брода. Британски бродови отворили су ватру нешто пре 09:00. Бизмарк је одмах узвратио, али је његова немогућност да маневрише знатно умањила његову ватрену моћ. Такође, његова спорост учинила га је лаком метом, те је убрзо погођен више пута, ватром са Норфоком и Дорсетширом који су се прикључили бици. Једна британска салва уништила је предњи контролни торањ, убивши већину виших официра.
На Бизмарковом јарболу се до последњег тренутка вијорила застава немачке ратне морнарице. Гориво и муниција на британским бродовима било су при крају - што указује на чињенице како је тешко било бојном броду да потопи сличну јединицу у равноправном сукобу. Ипак, када је постало очигледно да Немци неће успети да стигну у луку, Родни, Краљ Џорџ V и разарачи су опозвани у матичне луке. Норфок је потрошио своја торпеда па је наређено Дорсетширу да докрајчи непријатеља са једним торпедом. Мада је Бизмарково надграђе било комплетно уништено, оклопни појас још увек није био пробијен. Тада Линдеман наређује минирање и напуштање брода, како би спречио да га непријетељ зароби. Бизмарк нестаје у таласима Атлантика око 10:45 часова тог јутра, заједно са преко 2.200 немачких морнара. Не знајући судбину брода, команда немачке ратне морнарице наставила је да шаље сигнале још неколико сати, све док Ројтерс није известио да је Бизмарк потопљен.
Дорсетшир и Маори прекинули су са спасавањем преживелих када је подморнички аларм довео до тога да напусте место потапања са само 110 преживелих. Идућег јутра, У-74 и немачки брод Захсенвалд покупили су још петорицу. Нико од посаде из доњих делова брода се није спасио.
Расправа око потапања наставља се и данас: да ли је то био торпедо са Дорсетшира; да ли су били битни погоци ранијих торпеда; да ли је топовска ватра била стварно тако небитна; да ли је то била комбинација свих ових фактора?
Потпомогнути информацијама добијеним разбијањем шифри, Британци су систематски ловили и уништавали све бродове који су асистирали Бизмарку. Немци нису више никад слали капиталне бродове у Северни Атлантик.

## Истраживање олупине
Током година брод је стекао скоро митолошки статус, а 1960. године био је чак опеван и у хит песми Џонија Хортона под насловом Sink The Bismarck. Бизмаркову олупину открио је 8. јуна 1989. године поморски археолог др. Роберт Балард који је такође заслужан и за проналажење олупине РМС Титаника. Бизмарк лежи на дубини од 4.700 m (15.500 стопа), на око 650 km западно од луке Брест у Француској. Испитивањем олупине установљена су знатна оштећења на надграђу брода која су последица артиљеријског дуела са британским бродовима, док су на трупу брода установљена само мања оштећења од торпеда, што наводи на закључак да је посада намерно потопила брод иако ова претпоставка није уврштена у званични налаз (мада су је потврдили преживели чланови посаде Бизмарка). Балард је тачну локацију олупине држао у тајности како би спречио ловце на сувенире да очерупају брод. Овакву појаву, која је нарочито дошла до изражаја након лоцирања олупине Титаника, Балард сматра својеврсном обликом „пљачке гробова“.
Касније је олупину поново лоцирала експедиција коју је финансирао британски 4. канал, а која је снимала документарац о Бизмарку и ХМС Худу.
Током 2002. године снимљен је и документарни филм „Експедиција: Бизмарк“ који је режирао Џејмс Камерон, а који описује догађаје који су довели до потапања Бизмарка.

## Контроверзе
Другу експедицију која је такође истраживала олупину Бизмарка организовали су и финансирали Британци у склопу снимања документарца о ХМС Худу у току 2001. године. Ново истраживање било је усмерено на питање узрока Бизмарковог потонућа тј. да ли је потонуо због последица борбе или га је потопила сопствена посада, иако је историјски неспоран исход био да је потонуће Бизмарка директна или индиректна последица дејства британске морнарице. Овај спор довео је у сукоб понос обе нације, па је чак добио и медијски карактер када је приказивање телевизијског документарца на коме се виде разнета олупина ХМС Худа и скоро нетакнута олупина Бизмарка изазвало велико незадовољство у британској јавности.
Британски истраживачки тим је прво сонаром истражио претпостављено место потонућа Бизмарка. Доношење одлуке о локацији која ће се испитати било је засновано искључиво на доступним информацијама по којима се олупина налази у подножју јединог подводног вулкана у овом делу Атлантика. Након лоцирања олупине, извршили су њено снимање уз помоћ мини подморнице на даљинско управљање. На основу снимака донели су закључак да је Бизмарк потонуо од последица великог броја погодака граната и торпеда испаљених са британских бродова.
Др. Балард, првобитни проналазач олупине Бизмарка критиковао је ово истраживање тврдећи да је национално обојено, пристрасно и да има мали историјски значај због његове површности. Нова америчка експедиција, која је поново посетила олупину, снимила је унутрашњост самог брода уз помоћ мањих и окретнијих подморница на даљинско управљање. Били су то први снимци бродске унутрашњости који су приказани у получасовном документарцу приказаном на НГС.
Ово истраживање показало је да није било пробоја оклопљеног Бизмарковог трупа испод нивоа воде и да је било само четири директна поготка изнад нивоа воде. Сва четири поготка била су на истој страни и потичу од граната калибра 406 mm испаљених са британског бојног брода ХМС Родни. Сваки од ових погодака убио је у просеку између 150 и 200 чланова посаде али није угрозио структурални интегритет брода. Велика улубљења сведоче да пројектили калибра 356 mm испаљени са британског бојног брода ХМС Краљ Џорџ V нису били способни да пробију немачки „Вотан“ (Wotan) бочни оклоп. Испитивање унутрашњости брода уз помоћ пловилице на даљинско управљање показао је да су велика оштећења на које је указала британска експедиција заправо оштећења на спољашњем избоченом оклопу који је дизајниран да превремено детонира торпеда и апсорбује њихово разорно дејство, док је унутрашњи Бизмарков оклоп дебљине 330 mm остао неоштећен.
Коначни закључак америчке експедиције значајно се разликовао од налаза које је презентовала британска експедиција. Закључак експедиције је да је Бизмарк још увек био пловно способан и да је у тренутку када су британски бродови прекинули паљбу могао да се одржи на површини најмање још један дан и да га је у тој ситуацији могла заробити Британска морнарица. Стога се сматра да је главни разлог потонућа, што потврђују и изјаве преживелих чланова немачке посаде, отварање најдоњих вентила за воду. Детаљна рачунарска симулација удара Бизмарковог трупа о дно објашњава насталу штету као последицу хидродинамичког ударног шока унутар самог брода на чији интензитет је знатно утицао и Бизмарков неоштећени оклоп. Видео-снимак олупине показује да је труп брода у одличном стању и да ће потрајати још најмање 300 година.
Иако ни једно истраживање не оспорава да је потонуће Бизмарка последица обимне акције Британске краљевске ратне морнарице, НГЦ канал је од 2004. године престао да емитује амерички документарац док се британски филм редовно пушта на НГЦ и Дискавери каналу.

## Критике дизајна
Иако је Бизмарк био моћан ратни брод, дуготрајна пауза у изградњи бојних бродова у Немачкој, која је трајала од 1919. до 1933. имала је за последицу донекле контроверзан дизајн брода који је у одређеној мери имао недостатке и био је застарео. Преузимање конструкцијских решења примењених на немачким ратним бродовима из Првог светског рата, као што су бојни бродови класе Баварска и недовршени бојни крсташи класе Макензен, значило је да су неки од виталних система Бизмарка били смештени изнад оклопног појаса. Овај недостатак имао је за последицу да су многи системи везе, укључујући и главни центар за контролу штете били незаштићени и да је њихово лако уништење вероватно допринело релативно брзом онеспособљавању брода током његове последње битке. Додатни пример застарелог дизајна било је дуплирање секундарног артиљеријског наоружања које се састојало од дванаест топова калибра 150 милиметара и посебне батерије од шеснаест топова калибра 105 милиметара који су били оспособљени и за гађање циљева у ваздуху. Коришћење два типа секундарног артиљеријског наоружања заостајало је за тада модерних схватањима које су Савезници применили на својим бродовима на којима је секундарно артиљеријско наоружање имало двоструку функцију тј. било је оспособљено за гађање циљева на мору и у ваздуху. Применом оваквог решења постизала се значајна уштеда на тежини која је могла бити искоришћена за ојачање других виталних делова бродске конструкције и знатно је олакшано управљање ватром.

## Препоручена литература
- ) 1959
- Садржи и слике брода у изградњи и унутрашњост, детаљне описе склапања и опрему, као и биографије најважнијих адмирала
- ) 1991
- Садржи разне цртеже брода, како је био дизајниран и како је био направљен
- Садржи лична искуства учесника у Борби за Исланд и Коначне битке.